# Аркабаев, Нурмагамбет
Нурмагамбет Аркабаев (1882 год — 1950 год) — Старший чабан колхоза «Жана-Куш» Жилокосинского района Гурьевской области, Казахская ССР. Герой Социалистического Труда (1948).

## Биография
Нурмагамбет Аркабаев родился в 1882 году в аулсовете Прорва Эмбинского (ныне Жылыойского) района Гурьевской области.
В 1933 году, в период коллективизации, одним из первых вступил в организованную в Жылыойском районе сельскохозяйственную артель «Жана-Куш», где проявил себя как трудолюбивый и ответственный работник.  
С 1942 года Нурмагамбет Аркабаев начал развивать новую для района отрасль — каракулевое овцеводство. Колхоз получил 200 голов каракулевых овец из Южно-Казахстанской области, и именно Аркабаеву, в возрасте 60 лет, доверили эту ответственную задачу.  
Благодаря его упорной и кропотливой работе, каракулевое овцеводство быстро достигло высоких показателей. Уже в 1944–1945 годах он первым в районе начал сдавать государству каракулевые шкурки высокого качества. За трудовую доблесть в 1946 году был награжден медалью «За доблестный труд в Великой Отечественной войне 1941—1945 годов». 
В 1947 году под его руководством от 400 курдючных овцематок было получено 482 ягнёнка. К моменту отбивки ягнята достигали веса до 40 килограммов, что стало выдающимся результатом. 
Указом Президиума Верховного Совета СССР от 23 июля 1948 года «За получение высокой продуктивности животноводства в 1947 году при выполнении колхозом обязательных поставок сельскохозяйственных продуктов и плана развития животноводства» удостоен звания Героя Социалистического Труда с вручением ордена Ленина и золотой медали «Серп и Молот»
Продолжал трудиться в колхозе «Жана-Куш», передавая свой опыт молодым животноводам. Точная дата его смерти неизвестна, но имя Нурмагамбета Аркабаева навсегда вошло в историю сельского хозяйства Казахстана. Нурмагамбет Аркабаев стал примером самоотверженного труда, благодаря которому была создана основа для успешного развития каракулевого овцеводства в регионе.

### Награды
- В 1946 году — медалью «За доблестный труд в Великой Отечественной войне 1941—1945 годов».
- Указом Президиума Верховного Совета СССР от 23 июля 1948 года за выдающиеся успехи в развитии животноводства удостоен звания Героя Социалистического Труда с вручением ордена Ленина и золотой медали «Серп и Молот».